# 主夫
主夫（しゅふ、ハウス・ハズバンド、英訳：house husband, stay-at-home dad）は、家事・育児などを担当する夫のこと。主婦に対置して用いられる言葉であり、家事を専業とする場合、妻が専業主婦と言うのに対し、夫の場合は専業主夫という。

## アメリカ
アメリカ合衆国における専業主夫の数は以下のとおり。
- 1996年：4万9千人[1]
- 2002年：11万人
- 2006年：15万9千人[1]

特徴としては
- 専業主夫で得られる幸福感は、「男性は働いて家庭を支える」という従来のものと同程度となっている
- 家事に強い関心があるかというとそんなわけはなく、スポーツ等に強い関心を持っている
- 専業主夫となるきっかけは、妻の勧め

「キャリア志向だがベビーシッターに子供を預けたくない妻」の勧めで専業主夫に転身するケースが多いより引用
が挙げられる。
一方で、公園デビューの難しさ、育児支援グループへの参加が難しいといった、社会支援の面で問題を抱えている。

## 日本
日本では、1990年代に主夫のライフスタイルが一般に知られるようになった。ちなみに、同時期に一般に広まった保育士や看護師が性別を問わず使える言葉であるのに対し、主婦（主夫）という言葉は性別を特定する点が異なっている（英語には"homemaker"という中性的な言葉が存在する）。
人数については、国勢調査によると、配偶者のいる男性のうち、20 - 59歳、「家事のほか仕事をしている」（兼業主夫）または「仕事に就いておらず家事をしている」者（専業主夫）の人数は以下のとおりとなっている。なお、男女の対比のため参考として女性のデータも記す。
これによると、2005年時点では、専業主婦（710万人）と専業主夫（2万人）とで、350倍以上もの人数差があったが、2010年には専業主婦（690万人）と専業主夫（6万人）となり、その差は115倍まで縮まっている。
- 2010年
  - 「家事のほか仕事をしている」（兼業主夫）　　　 約2万9千人
  - 「仕事に就いておらず家事をしている」（専業主夫）約6万人
- 2005年
  - 「家事のほか仕事をしている」（兼業主夫）　　　 約3万人
  - 「仕事に就いておらず家事をしている」（専業主夫）約2万1千人
- 2000年
  - 「家事のほか仕事をしている」（兼業主夫）　　　 約2万1千人
  - 「仕事に就いておらず家事をしている」（専業主夫）約1万6千人

（参考）女性の主婦（兼業及び専業）の人数
- 2010年
  - 「家事のほか仕事をしている」（兼業主婦）　　　 約388万人
  - 「仕事に就いておらず家事をしている」（専業主婦）約690万人
- 2005年
  - 「家事のほか仕事をしている」（兼業主婦）　　　 約349万人
  - 「仕事に就いておらず家事をしている」（専業主婦）約710万1千人
- 2000年
  - 「家事のほか仕事をしている」（兼業主婦）　　　 約364万9千人
  - 「仕事に就いておらず家事をしている」（専業主婦）約621万3千人

出典「平成22年国勢調査」「平成17年国勢調査」「平成12年国勢調査」第2表（総務省）

### 意識
家事、育児への男性の意識として、育児については、「父親の育児参加に関する世論調査」（社団法人 中央調査社）では、「積極的に育児へ参加すべき」が約3割・「時間があれば参加」が約6割と、一定の父親が育児への参加への意識を持っている。子供のいる父親の場合、「積極的、どちらかというと積極的」に育児に参加している割合は約4割、「消極的、どちらかというと消極的」に育児に参加している割合は6割弱となっている。
家事については、従来の「男は仕事、女は家庭」といった価値観に対し、1970年代後半生まれの男性あたりから男性が家事をすることへの抵抗感が薄くなっているという。これについては、「中学、高校で、男女が同じ家庭科を必修することになった」ことが影響しているとの指摘がある。
また、主夫の家庭生活における男女の平等感への意識については、「男女共同参画社会に関する世論調査」によれば、以下のとおりとなっている（百分率）。なお、男女の対比のため参考として女性のデータも記す。
主夫
- 男性の方が優遇されている - 46.2%
- 平等　　　　　　　　　　 - 30.8%
- 女性の方が優遇されている - 23.1%

（参考）主婦
- 男性の方が優遇されている - 54.9%
- 平等　　　　　　　　　　 - 34.4%
- 女性の方が優遇されている -  8.4%

出典「平成19年男女共同参画社会に関する世論調査」（内閣府 男女共同参画局）
結婚相手に求める条件はどうか。プレジデントの調査では、「若い世代では、約4割が結婚相手として高学歴な女性を望み、上方婚の志向がある」という。これについては、牛窪恵が「若い世代になるほど、男女の結婚相手に求める条件に差違がなくなっている」と指摘している。
こうした専業主夫志望の男性に対する女性の意識であるが、家事への専業は専業主婦志望の女性にとっても憧れであり、そのために女磨きをしてきた身からすれば、「専業？むしろ私が専業主婦になりたいわよ」となり、女性にとって主夫は魅力に乏しいという指摘がある。
仕事を続ける女性からすれば、家事や育児を進んでしてくれる専業主夫志望の男性は魅力的であるといえる。

### 配偶者が死亡した場合の支援状況
主夫については、父子家庭への行政支援が母子家庭に比べ乏しいため、配偶者が死亡した場合の行政支援に差がある。父子家庭へ支給されない手当、年金は以下のとおり。父子家庭への支援の詳細は、一人親家庭#行政支援を参照されたい。
- 遺族厚生年金、遺族補償年金

## 韓国
韓国における主夫の規模は以下のとおり。
- 2003年 - 10万6千人[5]
- 2006年 - 15万1千人[5]

韓国では男性が働き、女性が家事を行う形が一般的であったが、主夫の数は僅か3年で約1.5倍になるなど急増している。主夫の増加の背景について、要因として「今まで男性が就いていた高収入な仕事に、女性が進出している」ことが指摘されている。

## 中国
中国では、上海など女性の社会進出に伴い、主夫が増加している地域がある。
妻の収入が夫よりも高く、十分な額が望めるのであれば、専業主夫になってもかまわないという男性がおり、伝統的な社会習慣としては、子育ては女性の役割となっているが、こうした家庭では子育てに参加する夫が増えているという。

## 主夫をテーマにした作品

### 書籍
- 『主夫と生活』マイク・マクレディ、伊丹十三訳、学陽書房、1983年、ISBN 4-313-85028-7
- 『怪傑!ハウスハズバンド』村瀬春樹、晶文社、1984年、ISBN 4-7949-5980-X
- 『ぼくらのパパは駆け出し主夫』吉田義仁、朝日新聞社、1992年、ISBN 4-02-256559-4
- 『だっこはきもちいい―ぼくの育児絵日記』横山文靖、ユック舎、1997年、ISBN 4-8431-0065-X
- 『新しい歌をうたえ』鈴木光司、新潮社、1997年、ISBN 978-4103786047
- 『オレだって育てる子どもをつくろう―サラリーマンの育児休職』太田睦年、講談社、2000年、ISBN 978-4062564366
- 『青木パパの育児伝説』青木武紀(著)、桜沢エリカ(イラスト)、祥伝社、2002年、ISBN 978-4396420406
- 『マリア様がみてる 特別でないただの一日』今野緒雪、集英社、2004年、ISBN 4-08-600484-4
- 『逸子さん、僕が主夫します!－競艇のグレートマザーに恋して』日高邦博、中日新聞社、2007年、ISBN 978-4-8062-0547-0
- 『稼ぐ妻・育てる夫―夫婦の戦略的役割交換』治部れんげ、勁草書房、2009年、ISBN 978-4326602209

### テレビドラマ
- あゝ専業主夫（1986年、TBS系）
- 銀河テレビ小説「主夫物語」（1986年、NHK総合テレビ）
- 虹色定期便 (2000年度版、NHK教育テレビ)
- 百年の恋（2003年、NHK総合テレビ）
- アットホーム・ダッド（2004年、フジテレビ系）
- 誰よりもママを愛す（2006年、TBS系）
- 極主夫道（2020年、日本テレビ系）

### 漫画
- 『いきばた主夫ランブル』 星里もちる、徳間書店、1989年、ISBN 4-19-839120-3
- 『ツレがうつになりまして。』細川貂々、幻冬舎、2006年3月、ISBN 9784344011434（うつ病を患い主夫となった夫と妻の暮らしを描いた作品）
- 『極主夫道』 おおのこうすけ、新潮社、2018年2月 - 連載中　既刊9巻